# Judenkiewer Spandau

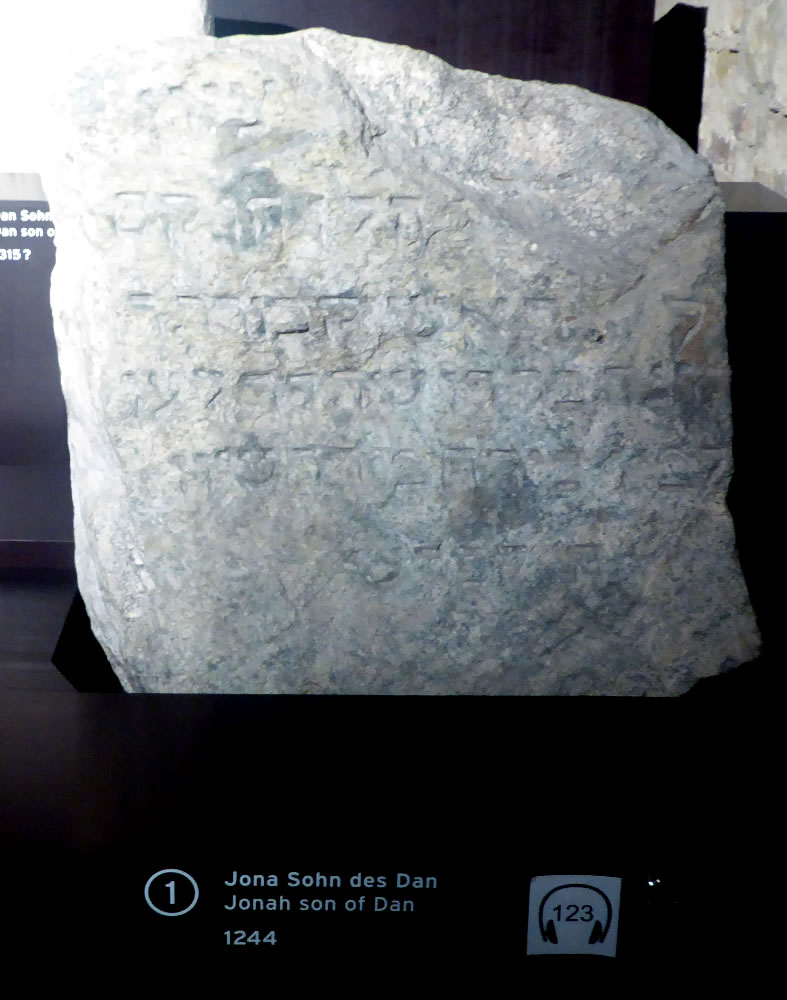
Pedra sepulcral de um tal Jonas, filho de Dan, de 1244

Judenkiewer Spandau é um cemitério antigo dos judeus moradores de Spandau, bairro de Berlim. Foi documentalmente citado em 1324. A denominação Kiewer é derivada com grande probabilidade da palavra da língua hebraica e língua iídiche קבר kejwer (sepultura).
Trata-se de um local disponibilizado aos judeus de Spandau (localidade) para sepultamentos, fora dos muros da cidade. Estes deveriam pagar por sua utilização um preço de um Schock e 13 grossos, e além disto uma taxa de sepultamento e um pedágio. Durante longo tempo – comprovado por documentos de pelo menos entre 1436 e 1442 – o Spandauer Judenkiewer foi também local de sepultamento dos judeus de Berlim.
Em 1510 os judeus foram expulsos da Marca de Brandemburgo e na sequência o cemitério foi desfeito. As matzevas foram usadas entre 1520 e 1533 como material de construção da Cidadela de Spandau. Diversas destas pedras foram recuperadas no século XX. No total existem ainda cerca de 70 pedras e fragmentos dos anos 1244 a 1474, que possivelmente são originárias de diversos cemitérios de Spandau e Berlim. A pedra sepulcral de um tal Jonas, filho de Dan, de 1244, é a mais antiga preservada pedra judaica da Marca de Brandemburgo. Uma parte das pedras pode ser vista na janela arqueológica da Cidadela de Spandau. Quatro das pedras estão no Jüdischer Friedhof Heerstraße e duas outras no Museu Judaico de Berlim.